# Томас Кренлі

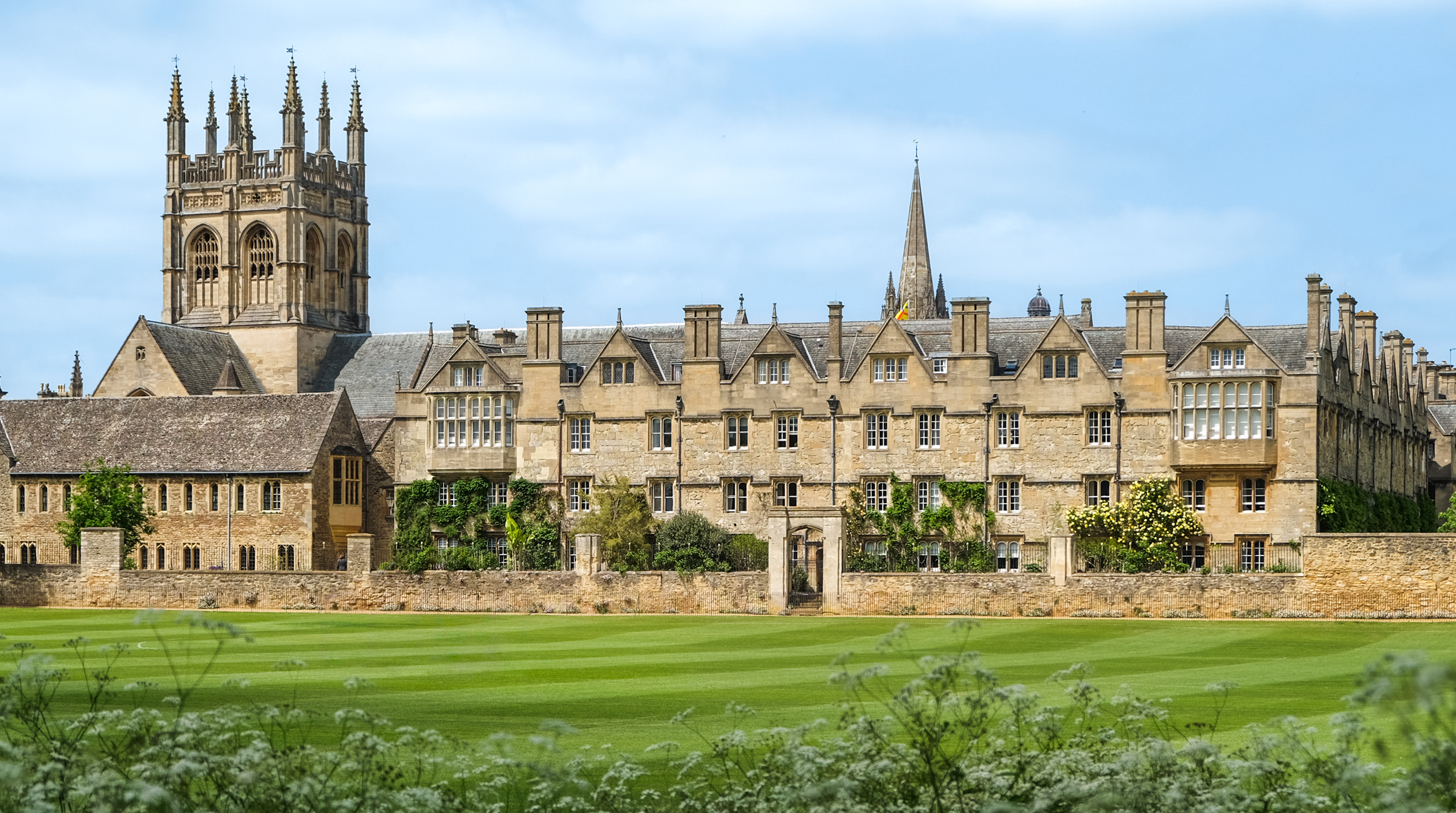
Мертон-коледж, Оксфорд.

Томас Кренлі, він же Томас Кроль (англ. Thomas Cranley, Thomas Craule) (бл. 1340—1417) — провідний державний діяч Ірландії англійського походження, суддя та священнослужитель в Ірландії початку п'ятнадцятого століття. Обіймав посаду ректора Оксфордського університету, архієпископа Дубліна, примаса Ірландії та лорд-канцлера Ірландії в 1401 — 1410 та в 1413 - 1417 роках.

## Життєпис

### Ранні роки
Томас Кренлі народився в Англії близько 1340 року. Мало що відомо про його родину. Ще в молодості став ченцем і вступив до ордену кармелітів. У 1366 році він працював у Мертон-коледжі в Оксфорді. У 1389 році він став керівником Нового коледжу Оксфорду і канцлером Оксфордського університету в 1390 році. Він отримав науковий ступінь доктора богослов'я та посаду судді.

### Кар'єра в Ірландії
У 1397 році, після смерті Річарда Норталіса, він став архієпископом Дубліна і наступного року прибув до Ірландії. Після вступу на престол короля Генріха IV Кренлі здійснив дипломатичну місію в Римі і отримав посаду лорд-канцлера Ірландії в 1401 році. Коли син Генріха Томас, герцог Кларенс, став лорд-депутатом Ірландії, Томаса Кренлі було призначено до його ради. Лист, який він надіслав королю приблизно в кінці 1402 року, намалював похмуру картину стану англійського панування в Ірландії. Томас Кренлі запевнив короля у своїй цілковитій відданості як королю, так і його синові, але благав короля надіслати гроші та людей, оскільки «ваш син настільки позбавлений грошей, що в нього немає жодного пенні на світі… і його солдатів кинули його, і люди його дому збираються залишити його». Відомо, що король, якому загалом бракувало грошей, не відгукнувся на це прохання. Сам Томас Кренлі, ймовірно, міг би зробити свій внесок у витрати намісника: звичайно, він був достатньо забезпечений, щоб позичити меру Дубліна 40 марок у 1402 році. З іншого боку, немає жодного сумніву, що прибутки корони Англії в Ірландії були на дуже низькому рівні, що сприяло послабленню англійського панування в Ірландії на початку п'ятнадцятого століття.
Тиск офіційних справ у поєднанні з наслідками поганого здоров'я та старості робив Томаса Кренлі все більш нездатним виконувати свої обов'язки, і в його останні роки функції канцлера зазвичай виконували його заступники, спочатку Томас де Евердон, потім Лоуренс Мербері, а потім Роджер Хокеншоу. Томас Кренлі пішов у відставку з поста лорд-канцлера Ірландії в 1410 році, але в 1413 році новий король Генріх V знову призначив його на цю посаду з частковою виплатою в розмірі двох третин річної зарплати в 500 фунтів стерлінгів. Це данина високої поваги, яку виявляв до нього лорд-лейтенант Ірландії, граф Шрусбері. Він також став юстиціарем Ірландії після раптової смерті сера Джона Стенлі в січні 1414 року, хоча з огляду на його вік і погане здоров'я було зрозуміло, що це було лише тимчасове призначення. Він працював в ірландському парламенті, який Стенлі скликав у Дубліні минулого листопада. Парламент знову зібрався в лютому, але відмовився дозволити збирати податки, про які просив король Англії. Як юстиціарію Ірландії йому допомагала військова рада, що складалася з таких відомих військових діячів, як лицар, народжений у Гасконі, сер Дженіко д'Артуа. Незважаючи на свій досвід, у 1414 році англійські колоністи в Ірландії зазнали однієї з найгірших військових поразок тої епохи, коли вони були розгромлені ірландським ватажком і борцем за свободу Ірландії О'Коннором Фейхі та його армією в графстві Оффалі.
Томас Кренлі отримав посаду пребендарія Клонметану, що на півночі графства Дублін у 1410 році. У 1414 році корона подала до нього позов про стягнення прибутків пребендарія за попередні два роки на тій підставі, що він був заочним пребендарієм, але позов було відхилено коли Томас Кренлі надав патент на листи короля, які дозволяли його бути відсутнім отримавши цю посаду.

### Смерть
У 1417 році його попросили представити англійській короні доповідь про стан справ в Ірландії, у той час в Англії дуже критикували дії лорда Шрусбері, що був на посаді лорда-лейтенанта Ірландії. Томас Кренлі дістався Англії, але навіть за сучасними стандартами був старим і мав слабке здоров'я. Подорож виявилася занадто важкою для його статури, і він помер у Фарінгдоні в Оксфордширі 25 травня. Його поховали в Нью-коледжі, Оксфорд: збереглася його меморіальна дошка, а напис на могилі говорить про нього як про «квітку прелатів».

### Характер
Середньовічні історики вихваляли Томаса Кренлі як за його розумові, так і за фізичні якості: «він прекрасніший, ніж діти людські, благодать розливається на його устах завдяки його красномовству», — писав один особливо красномовний шанувальник. Томас Кренлі був описаний як високий і владний на вигляд, зі світлим волоссям і рум'яним кольором обличчя; він був дотепною, красномовною та вченою людиною. Як священнослужителя, його описували як милосердого до бідних, видатного проповідника та великого будівничого храмів. Парламент Ірландії в 1421 році вихваляв його як взірець того, яким повинен бути хороший лорд Ірландії.